# Кирсанов, Владимир Иванович
Влади́мир Ива́нович Кирса́нов (13 августа 1947, Иваньково, Калининская область — 20 марта 2021, Москва) — советский и российский эстрадный танцовщик (чечётка), хореограф, педагог. Заслуженный артист Российской Федерации (1995). Профессор Российского института театрального искусства (ГИТИС).

## Биография
В 1969 окончил Государственное училище циркового и эстрадного искусства (ГУЦЭИ) им. М. Н. Румянцева (Карандаша). Руководитель курса Н. И. Слонова. В 1985 — ГИТИС (мастерская А. Л. Столбова). 1965—1969 — мастер-классы по тэп-танцу у В. Б. Зернова, мастер-классы по актёрскому мастерству у Е. Я. Весника и О. А. Аросевой. Работал в Москонцерте, Росконцерте, Ансамбле песни и пляски МВД СССР, Джаз-оркестре п/р Эдди Рознера, «Современник» Анатолия Кролла, Джаз-оркестре п/р Олега Лундстрема, «Вивальди-оркестре» Светланы Безродной, «Фонограф-Бенде» Сергея Жилина, Джаз-бенде Игоря Бутмана.
Один из значительных представителей тэп-танца на российской сцене. В качестве танцовщика и педагога внёс большой личный вклад в развитие и популяризацию тэп-танца в России и за рубежом. Сотрудничал с известными джазовыми музыкантами: Игорем Брилем, Алексеем Козловым, Даниилом Крамером, Георгием Гараняном, Владимиром Тарасовым, Владимиром Чекасиным, Сергеем Жилиным и др. Президент Московского Международного фестиваля «Степ-парад».
Балетмейстер и участник телевизионных передач «Голубой огонёк», «Утренняя почта», «Кабачок 13 стульев», «Минута славы», «Лёд и пламень» и др. Кинофильмов: «Мы из джаза», «Зимний вечер в Гаграх», «Слуга», «Утомлённые солнцем», «Прогулка в ритмах степа», «Гремучая дюжина», «Карнавальная ночь-2» и др. Балетмейстер спектаклей в театрах им. М. Н. Ермоловой, Российской Армии, Сатиры, им. В. В. Маяковского, Глас и др.
Создатель и руководитель танцевального ансамбля «Степ-компания Владимира Кирсанова» (с 1985). Автор книг «Степ — это чечётка» (в соавторстве с Н. Шереметьевской, 2002), «Че-чёт-ка» (2005); более 40 статей в журналах «Балет», «Молодёжная эстрада», «Танцевальный клондайк» (1995—2010), автор рубрики «Азбука чечётки» в журнале «Студия Антре» (с 2000).
Награды: профессиональный приз «Душа танца» журнала «Балет» номинация «Рыцарь танца» (2002), призы чемпионатов мира по тэп-танцу (IDO, 1993-99), почётный знак «За достижения в культуре» Министерства культуры Республики Татарстан (2007), медаль Правительства Белгородской области «За вклад в реализацию молодёжной политики в Белгородской области» (2008).
Звания: Чемпион Североамериканского чемпионата по тэп-танцу (Solo Champion North American Tap Dance Championships, 1998), Заслуженный артист РФ (1995).
Скончался 20 марта 2021 года после осложнений, вызванных коронавирусом. Похоронен 24 марта на Троекуровском кладбище.

## Фильмы
- «Волшебная лампа Аладдина» (реж. Б. Рыцарев, Киностудия имени М. Горького, 1966);
- «Трембита» (реж. О. Николаевский, Свердловская киностудия, 1968);
- «Нейтральные воды» (реж. В. Беренштейн, Киностудия имени М. Горького, 1968);
- «Солнце, снова солнце» (реж. С. Дружинина, Мосфильм, 1976);
- «Инопланетянка» (реж. Я. Сегель, Киностудия имени М. Горького, 1984);
- «Как стать счастливым» (реж. Ю. Чулюкин, Мосфильм, 1986);
- «Как стать звездой» (реж. В. Аксёнов, Ленфильм, 1986);
- «Мы из джаза», «Зимний вечер в Гаграх» (реж. К. Шахназаров, Мосфильм, 1983, 1985);
- «Прогулка в ритмах степа» (реж. В. Рябоконь, Лентелефильм, 1985);
- «Гремучая дюжина» (реж. В. Чекин, Экран, 1986);
- «Люби меня, как я тебя» (реж. В. Токарева, Мосфильм, 1986);
- «Ссуда на брак» (реж. К. Воинов, Мосфильм, 1987);
- «Слуга» (реж. В. Абдрашитов, 1988);
- «Загадка Эндхауза» (реж. В. Дербенёв, Мосфильм, 1989);
- «Система ниппель» (реж. А. Панкратов-Чёрный, Киностудия имени М. Горького, 1990);
- «Портрет мадмуазель Таржи» (реж. В. Зобин, Союзтелефильм, 1991);
- «Утомлённые солнцем» (реж. Н. Михалков, «Три Тэ», 1994);
- «Карьера Артуро Уи. Новая версия» (реж. Б. Бланк, Мосфильм, 1996);
- «Осенний блюз» (реж. А. Стефанович, студия «Три Кита», 2001);
- «Благословите женщину» (реж. С. Говорухин, «Вертикаль», Мосфильм, 2003);
- «Карнавальная ночь 2» (реж. Э. Рязанов, ВИД, 2007) и др.

## Спектакли
- А. Островский «Без вины виноватые»,
- М. Орр, Р. Денем «Шарады Бродвея» (Театр Российской армии),
- Н. Саймон «Босиком по парку» (Театр Сатиры),
- К. Воинов «Ссуда на брак» (Театр-студия Киноактера),
- С. Михалков «Что написано пером» (Театр им. М. Ермоловой),
- Мольер «Мнимый больной»,
- Ж. Ануй «Бал воров» (Театр-центр им. М. Ермоловой),
- В. Шукшин «Ванька, не зевай» (Театр Глас),
- В. Шукшин «Живы будем, не помрём» (Театр Глас),
- Э. Томпсон «На золотом озере» (Театр им. Моссовета),
- М. Машаду, В. Семёнов «Пират и призраки» (Театр п/р Г. Чихачёва),
- Ю. Васильев «Секретарши» (Театр Сатиры),
- С. Найдёнов «Дети Ванюшина» (Театр им. В. Маяковского),
- Н. Гоголь «Ревизор» (Театр Глас) и др.